# Francis Vallès
Pour les articles homonymes, voir Valles.
Francis Vallès est un dessinateur de bande dessinée né à Saint-Chély-d'Apcher le 11 décembre 1959. Il est principalement connu pour les séries Dorian Dombre et Les Maîtres de l'orge.

## Biographie
Il étudie à l'École des beaux-arts de Saint-Étienne et commence sa carrière en 1983 avec des récits comme "Une Enquête à chaud qui jette un froid", pour le magazine Triolo destiné à la jeunesse et édité par Fleurus. Il travaille aussi pour les magazines Okapi et Je Bouquine pour lesquels il adapte des classiques de la littérature comme "Oliver Twist" ou "Les Trois Mousquetaires".
En 1983, il publie sa première bande dessinée, Simon Francoeur dont il assure le scénario et le dessin et aux éditions Magic Strip. Une histoire en deux tomes sur la vie d'un trappeur en Amérique du Nord, bien notée à la fois pour le scénario et le dessin. En 1989, il dessine la série Dorian Dombre, scénarisée par José-Louis Bocquet. La série représentera trois tomes jusqu'en 1991.
De 1992 à 1999, il dessine la série Les Maîtres de l'orge scénarisée par Jean Van Hamme. L’histoire raconte les vies des membres d’une famille de producteurs de bières de 1854 à 1997. En 1993, le tome 1 a obtenu le prix France Info de la Bande dessinée d’actualité et de reportage. Le style réaliste du dessin est largement salué. Comme le note CritiqueLibre: “Les dessins sont tout aussi superbes que dans le premier épisode. L’ensemble est vraiment une réussite”. Comme le note Arnaud d’Ussel: “Le dessin de Vallès convient parfaitement à ce type d’histoire, centré davantage sur la psychologie des personnages que sur l’action pure et dure”.
Avec Stephen Desberg, il réalise la série en trois tomes intitulée Tosca de 2001 à 2003. L’histoire raconte la vie d’un jeune homme infiltré dans la mafia. Arnaud d’Ussel note que “Au dessin, Vallès (Les maîtres de l'Orge,...) est fidèle à lui-même. Trait élégant, avec une merveilleuse mise en couleur, peut-être juste un peu statique pour ce genre de scénario”. Il retrouve  Stephen Desberg en 2005 pour la série Rafales aux éditions du Lombard. La série est un polar contemporain racontant la quête d’un jeune altermondialiste et journaliste s’attaquant à une multinationale. Quatre tomes seront réalisés jusqu’en 2008. Comme le note M.Antoniutti pour le tome 2 “L’évolution”, “le trait est précis”.
De 2009 à 2020, il retrouve le scénariste Jean Van Hamme pour la série Rani. L’histoire débute vers 1740 et raconte l’histoire d’une jeune femme qui va devoir fuir son demi-frêre et finira par se réfugier en Inde. Nicolas Domenech de PlaneteBD note le dessin détaillé sur cette série. Entre 2022 et 2025, il dessine trois tomes de la série “Les damnés de l’or brun” scénarisée par Alcante et Fabien Rodhain. L’histoire raconte une saga familiale autour de la production de chocolat. La série s’arrête alors qu’elle devait a priori être sur plus de volumes. Comme l’écrit Henri Filippini: “Excellent dessinateur réaliste classique, Francis Vallès n’a pas perdu la main, illustrant avec précision la France de la fin du XIXe siècle de son trait souple et précis”.

### One shots
- Jean-Louis Étienne, le marcheur du pôle ,  1989,  Hachette
Scénario :  Catherine-Valérie Richez  - Dessin :   Francis Vallès - Couleurs :  Florence Breton -  (ISBN 2010155211)
- La BD des Restos ,  1998,  Glénat
Scénario :  collectif  - Dessin :   Francis Vallès et d'autres -  (ISBN 2723426092)

### Séries
| Simon Francoeur (1983-1986) - 1 Le lac des fous , 1983, Magic Strip Scénario et dessin : Francis Vallès - Couleurs : quadrichromie - (ISBN 2803500868) - 2 Fort Caribou , 1986, Magic Strip Scénario et dessin : Francis Vallès - Couleurs : quadrichromie - (ISBN 2803500272) |

| Dorian Dombre (1989-1999) - 1 Dorian Dombre: La saison des pluies , 1989, Glénat Scénario : José-Louis Bocquet - Dessin : Francis Vallès - Couleurs : Laurence Quilici, Yves Lencot - (ISBN 2723411214) - 2 Dorian Dombre: La mort en ce jardin , 1990, Glénat Scénario : José-Louis Bocquet - Dessin : Francis Vallès - Couleurs : Isabelle Rabarot - (ISBN 2723412482) - 3 Dorian Dombre: Un tour au purgatoire , 1991, Glénat Scénario : José-Louis Bocquet - Dessin : Francis Vallès - Couleurs : Florence Breton - (ISBN 2723414175) - INT Dorian Dombre: intégrale , 1999, Glénat Scénario : José-Louis Bocquet - Dessin : Francis Vallès - Couleurs : Laurence Qulici, Yves Lencot, Isabelle Rabarot, Florence Breton - (ISBN 2723429733) |

| Les Maîtres de l'orge (1992-1999) - 1. Charles, 1854 , 1992, Glénat Scénario : Jean Van Hamme - Dessin : Francis Vallès - Couleurs : Marie-Paule Alluard - (ISBN 2723414256) - 2. Margrit, 1886 , 1993, Glénat Scénario : Jean Van Hamme - Dessin : Francis Vallès - Couleurs : Marie-Paule Alluard - (ISBN 2723416267) - 3. Adrien, 1917 , 1994, Glénat Scénario : Jean Van Hamme - Dessin : Francis Vallès - Couleurs : Marie-Paule Alluard - (ISBN 2723417409) - 4. Noël, 1932 , 1995, Glénat Scénario : Jean Van Hamme - Dessin : Francis Vallès - Couleurs : Marie-Paule Alluard - (ISBN 2723419169) - 5. Julienne, 1950 , 1996, Glénat Scénario : Jean Van Hamme - Dessin : Francis Vallès - Couleurs : Marie-Paule Alluard - (ISBN 2723421546) - 6. Jay, 1973 , 1997, Glénat Scénario : Jean Van Hamme - Dessin : Francis Vallès - Couleurs : Marie-Paule Alluard - (ISBN 2723424014) - 7. Frank, 1997 , 1998, Glénat Scénario : Jean Van Hamme - Dessin : Francis Vallès - Couleurs : Marie-Paule Alluard - (ISBN 2723427005) - 8. Les Steenfort , 1999, Glénat Scénario : Jean Van Hamme - Dessin : Francis Vallès - Couleurs : Marie-Paule Alluard - (ISBN 2723429288) |

| Tosca (2001-2003) - 1. L'âge du sang, 2001, Glénat Scénario : Stephen Desberg - Dessin : Francis Vallès - Couleurs : Marie-Paule Alluard - (ISBN 2723434257) - 2. Le choix d'Angelina , 2002, Glénat Scénario : Stephen Desberg - Dessin : Francis Vallès - Couleurs : Marie-Paule Alluard - (ISBN 2723436942) - 3. Dans le meilleur des mondes , 2003, Glénat Scénario : Stephen Desberg - Dessin : Francis Vallès - Couleurs : Marie-Paule Alluard - (ISBN 2723445208) |

| Rafales (2005-2013) - 1. Les Inhumains, 2005, Glénat Scénario : Stephen Desberg - Dessin : Francis Vallès - Couleurs : Marie-Paule Alluard - (ISBN 2803620707) - 2. L'évolution , 2005, Glénat Scénario : Stephen Desberg - Dessin : Francis Vallès - Couleurs : Marie-Paule Alluard - (ISBN 2803621592) - 3. India Allen , 2005, Glénat Scénario : Stephen Desberg - Dessin : Francis Vallès - Couleurs : Marie-Paule Alluard - (ISBN 9782803622542) - 4. La solution Lucrèce , 2005, Glénat Scénario : Stephen Desberg - Dessin : Francis Vallès - Couleurs : Marie-Paule Alluard - (ISBN 9782803624072) - INT Intégrale , 2013, Glénat Scénario : Stephen Desberg - Dessin : Francis Vallès - Couleurs : Marie-Paule Alluard - (ISBN 9782803632848) |

| Rani - 1. Bâtarde , 2009, Le Lombard Scénario : Jean Van Hamme, Alcante - Dessin : Francis Vallès - Couleurs : Christian Favrelle - (ISBN 9782803625987) - 2. Brigande , 2011, Le Lombard Scénario : Jean Van Hamme, Alcante - Dessin : Francis Vallès - Couleurs : Christian Favrelle - (ISBN 9782803627523) - 3. Esclave , 2012, Le Lombard Scénario : Jean Van Hamme, Alcante - Dessin : Francis Vallès - Couleurs : Christian Favrelle - (ISBN 9782803629732) - 4. Maîtresse , 2013, Le Lombard Scénario : Jean Van Hamme, Alcante - Dessin : Francis Vallès - Couleurs : Christian Favrelle - (ISBN 9782803631971) - 5. Sauvage , 2015, Le Lombard Scénario : Jean Van Hamme, Alcante - Dessin : Francis Vallès - Couleurs : Christian Favrelle - (ISBN 9782803631988) - 6. Condamnée, 2017, Le Lombard Scénario : Jean Van Hamme, Alcante - Dessin : Francis Vallès - Couleurs : Christian Favrelle - (ISBN 9782803636884) - 7. Reine , 2019, Le Lombard Scénario : Jean Van Hamme, Alcante - Dessin : Francis Vallès - Couleurs : Christian Favrelle - (ISBN 9782803670840) - 8. Marquise, 2020, Le Lombard Scénario : Jean Van Hamme, Alcante - Dessin : Francis Vallès - Couleurs : Christian Favrelle - (ISBN 9782803676828) - INT1 Intégrale Tome 1 , 2021, Le Lombard Scénario : Jean Van Hamme, Alcante - Dessin : Francis Vallès - Couleurs : Christian Favrelle - (ISBN 9782808204903) - INT2 Intégrale Tome 2 , 2021, Le Lombard Scénario : Jean Van Hamme, Alcante - Dessin : Francis Vallès - Couleurs : Christian Favrelle - (ISBN 9782808204910) |

| Les Damnés de l'or brun - 1. Salvador, 1822 , 2022, Glénat Scénario : Alcante, Fabien Rodhain - Dessin : Francis Vallès - Couleurs : Christian Favrelle - (ISBN 9782344041765) - 2. Sao Tomé, 1850 , 2023, Glénat Scénario : Alcante, Fabien Rodhain - Dessin : Francis Vallès - Couleurs : Christian Favrelle - (ISBN 9782344045688) - 3. Paris, 1878 , 2025, Glénat Scénario : Alcante, Fabien Rodhain - Dessin : Francis Vallès - Couleurs : Christian Favrelle - (ISBN 9782344056134) |